# Cynorkis squamosa
Cynorkis squamosa là một loài thực vật có hoa trong họ Lan. Loài này được (Poir.) Lindl. mô tả khoa học đầu tiên năm 1835.